# Lézigné
Lézigné è un ex comune francese di 727 abitanti situato nel dipartimento del Maine e Loira nella regione dei Paesi della Loira. Dal 1º gennaio 2019 è accorpato al nuovo comune di Huillé-Lézigné, insieme all'ex comune di Huillé. 
Sorge sulla riva sinistra del fiume Loir.

## Società

### Evoluzione demografica
Abitanti censiti